# Jom ha-acma'ut

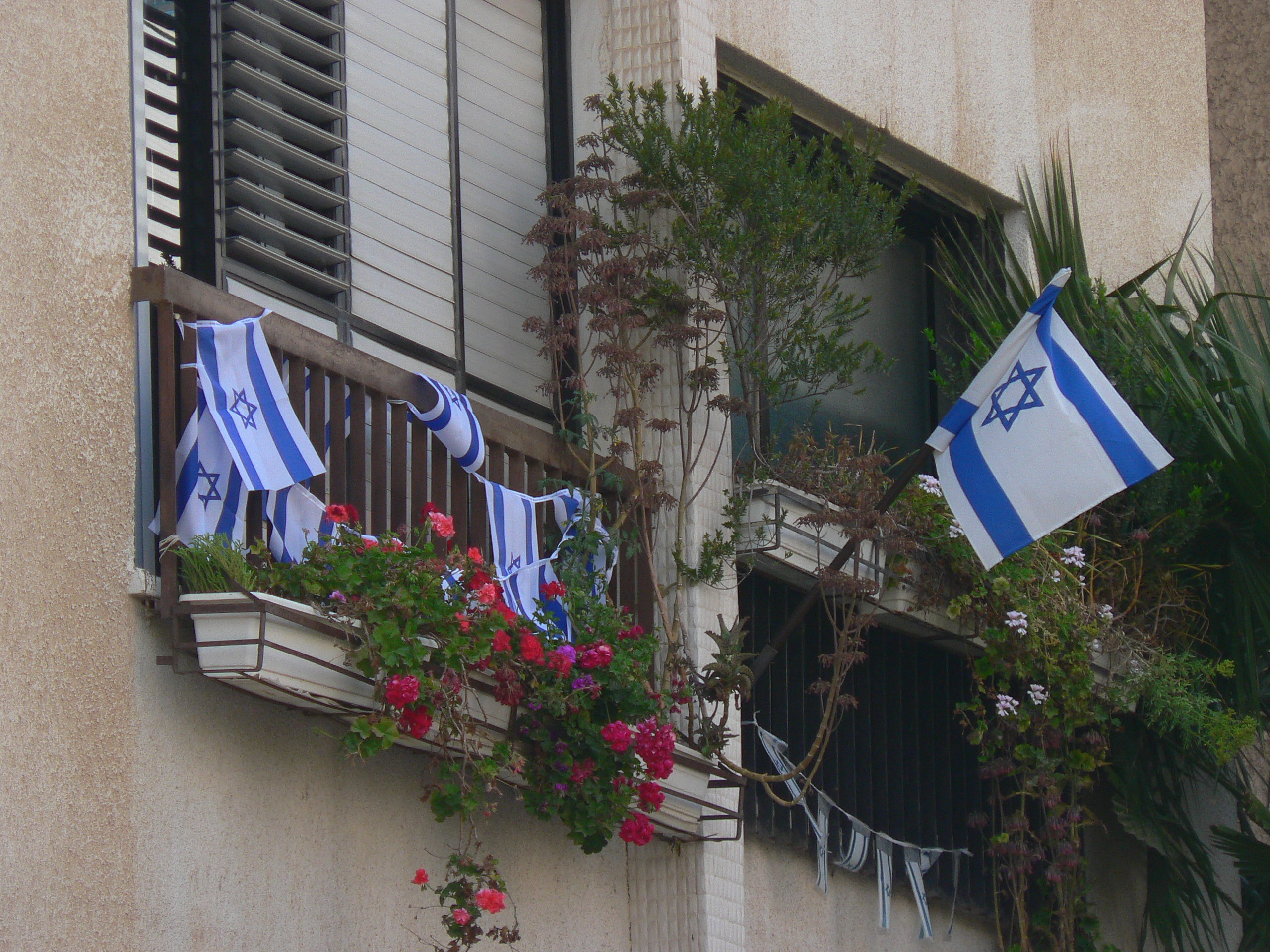
Izraelské vlajky vyvěšené na balkonech k oslavě Jom ha-acma'ut

Jom ha-acma'ut (hebrejsky יום העצמאות‎) – Den nezávislosti Izraele připomíná vyhlášení nezávislého státu Izrael 14. května 1948 (5. ijaru 5708), kdy vypršel britský mandát na území Palestiny. David Ben Gurion (předseda Prozatímní státní rady) přečetl prohlášení nezávislosti, které bylo podepsáno v Tel Avivu.
Jelikož v židovském kalendáři je trvání jednotlivých měsíců určeno měsíčními fázemi, může 5. ijar připadnout na 14. duben až 14. květen kalendáře gregoriánského. 
A jelikož podle tohoto kalendáře začíná každý den předchozím západem Slunce, začínají oslavy v předvečer obřadem na Herzlově hoře v Jeruzalémě, kde se zapalují pochodně. V synagogách se konají slavnostní bohoslužby (recitace žalmů, veršů z Lecha dodi, všednodenní ma'ariv po svátečním způsobu, zpěv Šma Jisra'el a troubení na šofar) a večer se pořádají ohňostroje a slavnosti pod širým nebem.
Druhého rána se Jom ha-acma'ut oslavuje veřejnými událostmi. Prezident pořádá recepci pro členy diplomatického sboru a další vážené hosty, dále pak pronese poselství ke Dni nezávislosti v televizi a rozhlase. Předává se Izraelská cena za zásluhy v několika oborech a probíhá písňový festival. Vítěze zvolí publikum. Koná se také světová soutěž v Bibli pro židovskou mládež. Tato soutěž se vysílá v televizi a přitáhne vždy mnoho soutěžících i diváků.
V diaspoře se konají bohoslužby díkuvzdání, svátek se slaví například hostinami či koncerty. Roku 1978 při příležitosti třicátého výročí vzniku Izraele vydala Světová sionistická organizace v Jeruzalémě Seder ha-tfilot le-Jom ha-acma'ut (Modlitební pořádek pro Den nezávislosti), který uspořádal rabín Moše Cvi Nerija.
Připadá-li 5. ijar na pátek, nebo na šabat, přesouvají se oslavy na předchozí čtvrtek. Zákazy pro období omer se ruší.